# لورا لاوارنی
لورا لاوارنی (انگلیسی: Laura La Varnie؛ ‏ ۲ مارس ۱۸۵۳ – ۱۸ سپتامبر ۱۹۳۹) بازیگر اهل ایالات متحده آمریکا بود.
از فیلم‌هایی که وی در آن نقش داشته‌است، می‌توان به آقای باگز محترم، رگدی رُز و تعطیلی شیطان اشاره کرد.